# Sananthachat Thanapatpisal
Sananthachat Thanapatpisal (em tailandês:  ศนันธฉัตร ธนพัฒน์พิศาล; nascida em 20 de junho de 1994) é uma atriz tailandesa.

## Vida pessoal
Em agosto de 2016, Fon Sananthachat graduou-se na Faculdade de Artes Liberais da Universidade de Mahidol com um diploma de bacharel em artes em inglês.
Em fevereiro de 2017, ela lançou sua marca "FOND", que comercializa principalmente calçados femininos.

## Filmografia

### Televisão
| Ano       | Título                                     | Papel                      |
| --------- | ------------------------------------------ | -------------------------- |
| 2012      | Muad Opas 2                                | -                          |
| 2012      | See Sahai Sabai Dee                        | -                          |
| 2013      | Office Pichit Dai                          | Ming                       |
| 2013      | GTH Side Story                             | -                          |
| 2013      | Ra Berd Therd Theng                        | -                          |
| 2013      | Carabao The Series                         | -                          |
| 2013-2015 | Hormones: The Series                       | Dao (Dujdao Jamraspaisarn) |
| 2014      | ThirTEEN Terror                            | Vee (Manutsavee)           |
| 2015      | Frozen Hormones - Special                  | Ela mesma                  |
| 2015      | Torfun Kub Mawin                           | Pear                       |
| 2016      | Club Friday To Be Continued                | Mim                        |
| 2016      | Love Song Love Series                      | Best                       |
| 2016      | U-Prince The Series: The Playful Comm-Arts | Sung                       |
| 2016      | I Hate You I Love You                      | Sol                        |
| 2017      | Water Boyy: The Series                     | Wan                        |
| 2017      | Bangkok Rak Stories: PLEASE                | Ada                        |
| 2017      | Club Friday Celeb Stories                  | Bowie                      |
| 2017      | Muang Maya Live                            | Noeywhan                   |
| 2017      | Kiss Me Again                              | Sanwhan                    |
| 2019      | Boy For Rent                               | Smile                      |

### Filmes
| Ano  | Título            | Papel |
| ---- | ----------------- | ----- |
| 2012 | ATM: Er Rak Error | Gob   |
| 2012 | Seven Something   | Cameo |
| 2018 | Bike Man          | Jai   |

### Projetos Especiais
| Ano  | Título                 | Papel |
| ---- | ---------------------- | ----- |
| 2016 | Love Song Love Stories | -     |

### Aparições de videoclipes
| Título do canção        | Texto tailandês | Cantor        |
| ----------------------- | --------------- | ------------- |
| Hindrance               | "หน่วง"          | Room 39       |
| A Million Words Of Love | “รักล้านคำ        | Alarm9        |
| I'll Be The Real One    | "ฉันคือตัวจริง"     | Funktion      |
| I Can't Hug You         | "กอดไม่ได้"       | Bedroom Audio |
| Not In Your Eyes        | "ไม่อยู่ในสายตา"   | Dunk Punkorn  |
| Hot Shower              | "อาบน้ำร้อน"      | Big Ass       |
| Reverse                 | "ย้อน"           | Slot Machine  |
| No Status               | "จริงจังสักครั้ง"    | Ging Muanpair |